# Proctor (vrachtwagenmerk)
Proctor is een voormalig vrachtwagenmerk uit Engeland.
Het merk Proctor werd opgericht in 1930 door een transportonderneming die ervan overtuigd was dat vrachtwagens niet voldeden aan hun eisen. Pas in 1945 werden de vrachtwagens die het bedrijf produceerde ook verkocht aan andere bedrijven. Voor de vrachtwagens werden verschillende onderdelen gebruikt zoals de versnellingsbak van het merk Moss en de motor van het merk Perkins. In 1952 werd het merk opgeheven.

## Modellen
- (1945) een bakwagen met 6 ton laadvermogen.
- (1949) een trekker met onbekend laadvermogen.
- (1949) een kiepwagen met 6 ton laadvermogen.